# Chonchon
Il chonchon è una creatura della mitologia Mapuche del Cile, considerata un uccello maligno.

## Leggenda
Il Chonchon è la trasformazione magica dei calcus (stregone mapuche) più potenti, o degli stregoni e delle streghe potenti che conoscono il segreto del calcus, in questa temuta creatura. 
Il chonchon ha caratteristiche di un vampiro e può bere il sangue. È un essere con testa umana e dalle enormi orecchie utilizzate come ali per volare.